# Ordre de Bruhat
En mathématiques, l'ordre de Bruhat (aussi appelé ordre fort ou ordre de Bruhat fort ou ordre de Chevalley ou ordre de Bruhat–Chevalley ou ordre de Chevalley–Bruhat) est un ordre partiel sur les éléments d'un groupe de Coxeter, qui correspond à l'ordre d'inclusion sur les variétés de Schubert.

## Histoire
L'ordre de Bruhat sur les variétés de Schubert d'une variété de drapeaux ou d'une grassmannienne a été étudié pour la première fois par Charles Ehresmann (1934), et l'analogue pour des groupes algébriques semi-simples plus généraux a été étudié par Claude Chevalley (1958). Verma (1968) a commencé l'étude combinatoire de l'ordre de Bruhat sur le groupe de Weyl, et a introduit le nom « ordre de Bruhat » en raison de la relation avec la décomposition de Bruhat introduite par François Bruhat.
Les ordres faibles de Bruhat à gauche et à droite ont été étudiés par Björner (1984).

## Définition
Soit (W, S) un système de Coxeter avec pour ensemble de générateurs S. L'ordre de Bruhat est un ordre partiel sur le groupe W. Rappelons qu'un mot réduit pour un élément w de W est une expression de longueur minimale de w en tant que produit d'éléments de S, et la longueur ℓ(w) de w est la longueur d'un mot réduit.
- L'ordre de Bruhat (fort) est défini par u ≤ v si une sous-chaîne de certains (ou, de façon équivalente, tous les) mots réduits pour v est un mot réduit pour u. (Attention, ici, une sous-chaîne n'est pas nécessairement formé de lettres consécutives.)

- L'ordre (de Bruhat) faible à gauche est défini par u ≤L v si une sous-chaîne finale d'un mot réduit pour v est un mot réduit pour u.
- L'ordre (de Bruhat) faible à droite est défini par u ≤R v si une sous-chaîne initiale d'un mot réduit pour v est un mot réduit pour u.

Pour en savoir plus sur les ordres faibles, consulter l'article ordre faible des permutations (en).

## Graphe de Bruhat
Le graphe de Bruhat est un graphe orienté lié à l'ordre (fort) de Bruhat. L'ensemble des sommets est l'ensemble des éléments du groupe de Coxeter et l'ensemble des arêtes est constitué des arêtes orientées (u, v) chaque fois que tu = tv pour une certaine réflexion t et ℓ(u) < ℓ(v). On peut voir ce graphe comme un graphe orienté avec les arêtes étiquetées par l'ensemble des réflexions. (On pourrait également définir le graphe de Bruhat en utilisant la multiplication à droite ; en tant que graphes, les objets résultants sont isomorphes, mais les étiquetages des arêtes sont différents.)
L'ordre de Bruhat fort sur le groupe symétrique (permutations) a une fonction de Möbius donnée par {\displaystyle \mu (\pi ,\sigma )=(-1)^{\ell (\sigma )-\ell (\pi )}}, de sorte que ce poset est eulérien, ce qui signifie que sa fonction de Möbius est produite par la fonction de rang sur le poset.